# La Guajira
La Guajira (en idioma wayú: Wajiira) es uno de los treinta y dos departamentos que forman la República de Colombia. La traducción más precisa de su nombre sería «Caribe hermoso» y en wayunaiki antiguo Karive Pala «Mar Caribe» también puede significar 'Mar del Caribe'. Su capital es Riohacha. Está ubicado en el extremo noreste del país, en la región Caribe.
Su territorio está constituido por la península de La Guajira, en su centro por una bajiplanicie; y al sur con partes de la Sierra Nevada, la serranía del Perijá y la planicie aluvial de los ríos Ranchería y Cesar. Está conformada por 15 municipios. Desde la década de 1970 ha sido punto de llegada de movimientos poblacionales e inmigraciones de países de Medio Oriente, hecho que ha ocasionado un crecimiento poblacional acelerado que a su vez genera una riqueza demográfica. En su territorio se encuentran tres parques naturales, cinco pueblos indígenas y una gran comunidad árabe que ha tenido un trascendental papel en su economía.
En sus características climatológicas, resalta en poseer todos los pisos térmicos de la zona intertropical con temperaturas promedio entre 22 y 40 °C —inferior a los mil metros de altura de relieve—. En sus características ecológicas constituye variedades de ecosistemas terrestres,  entre los más predominantes se encuentran el desierto (ver Desierto guajiro), la selva seca y húmeda de montaña.
En sus características hidrológicas, cuenta con depósitos de agua como pozos acuíferos y lagunas o jagüeyes que abastecen para el consumo de las comunidades. Como principales ríos están el Ranchería y el Cesar, otros más cortos, el Jerez, Ancho y Palomino; también surcan su territorio arroyos, entre estos el Carraipía y Paraguachón.
En sus aspectos culturales se destaca en compartir ser la cuna del vallenato junto con el Cesar, se destaca también en ser lugar de origen de cantantes y compositores del género musical. En el turismo detenta lugares exóticos muy atractivos. Económicamente es un departamento que tiene potencial energético en producción eléctrica —el cual no ha sido explotado—, en aprovechamiento de la radiación solar, los vientos alisios del nordeste, termoeléctrica e hidroeléctrica; y el gas natural.

## Toponimia
El nombre departamental "La Guajira" procede de la península con el mismo nombre, que abarca un tercio del territorio de este departamento y el extremo norte del estado venezolano de Zulia.
En idioma wayuunaiki se utiliza en su contexto étnico el nombre Wajiira, Woumain o Wajiiramuin, que se traduce como "Nuestra Tierra" y es una aproximación al nombre en español. En los idiomas arhuaco, damana, kabbagga y kankuamo se denomina en su contexto étnico con el nombre Shi Mukshi, que se traduce como "Línea Negra" o en figura retórica "Margen (frontera) de Nuestro Territorio". En ese contexto multiétnico verdaderamente no existían fronteras que delimitaran los territorios indígenas.

## Simbología
Heráldica

Está compuesto por un blasón de cuatro cuarteles casi desiguales, bordado por perlas. La sección izquierda es de fondo verde con un castillo que se asemeja a un torreón, la derecha es de fondo plata donde aparece una espada doble filo entrecruzada por dos flechas paralelas en direcciones opuestas a su punta. En las secciones inferiores de lado derecho aparece un sol con destellos de luz sobre fondo verde; al lado opuesto se encuentra en fondo plata, un paisaje representativo, a la izquierda una serranía y a la derecha una planicie con 2 típicos arbustos de cactáceas
El escudo fue adoptado el 29 de noviembre de 1966, y modificado en dos ocasiones.
Bandera
Está conformada por dos franjas horizontales de igual distribución, y constituida por los colores verde (franja inferior) y blanco (franja superior). Es usada de manera oficial y representativa desde el 29 de septiembre de 1877.
Himno
El himno a La Guajira comprende tres estrofas y resalta principales lugares del departamento, recursos naturales y características comunes como la hospitalidad. La letra fue compuesta por el docente y poeta Luis Alejandro López y la música por Carlos Espeleta Fince.
En su contexto, describe la situación económica y social del departamento en los años de 1970 y 1980.
Lema
El lema del Departamento de La Guajira es: «La Patria de Honor de La Guajira»; haciendo alusión a la ancestral nación wayuú —Wajiira en su idioma propio— conformada por los wayú, etnia que conservó su independencia en su historia.

## Características geográficas

### Situación
La Guajira es un departamento costero en el extremo norte de Colombia y de Sudamérica, de cara al mar Caribe y con una breve línea de costa sobre la porción occidental del golfo de Venezuela. Integra el grupo de departamentos de la Región Caribe de Colombia con el 15,10% de su superficie y el 2% del nacional; y con extensión territorial de 20.848 km², ocupando el puesto 25.º de superficie nacional y el número 2.º de línea costera precedido por el Departamento de Chocó. Coordenadas: 10°23′ y 12°28′ latitud norte, 71°6′ y 73°39′ longitud oeste. 11°51′00″N 72°02′00″O / 11.85000, -72.03333
En La Guajira se encuentra el punto más septentrional de América del Sur: Punta Gallinas. Este extremo de tierras se interna en el mar Caribe dando paso el famoso cabo de la Vela.
| Noroeste: Mar Caribe                                              | Norte: Mar Caribe      | Nordeste: Venezuela Dependencias Federales: Archipiélago Los Monjes Golfo de Venezuela |
| Oeste: Mar Caribe                                                 |                        | Este: Venezuela ( Estado Zulia) (Serranía de los Motilones)                            |
| Suroeste: Magdalena (Sierra Nevada de Santa Marta y Río Ariguaní) | Sur: Cesar (Río Cesar) | Sureste: Venezuela ( Estado Zulia) (Serranía de los Motilones)                         |

### Aspectos orográficos

Formas del relieve en La Guajira.

El departamento está conformado por el Macizo Guajiro al noreste, un macizo antiguo que abarca la península de La Guajira y comprende las serranías de Jarara Cocinas, Carpintero y La Makuira, esta última posee la máxima elevación que alcanza el cerro Palúa con 865 m; además el cerro LaTeta y Huitpana.
Al suroeste está la Sierra Nevada de Santa Marta, un macizo joven que alcanza su máxima altura en el pico Codazzi con 5390 m, llegando a ser la mayor elevación del departamento. Está constituida por la sierra de Treinta y numerosas cuchillas que definen el paisaje de la planicie aluvial Ranchería-Cesar en el sector occidental.
La serranía del Perijá abarca una angosta franja territorial al sur de La Guajira, siendo los Montes de Oca y la serranía de Carraipía las principales formas del relieve al norte de este macizo joven. Define de lado oriental la planicie aluvial del departamento y su máxima elevación se encuentra al sur en cerro Pintao, con 3000 m convirtiéndose en la segunda elevación.
También existen cerros independientes de altura inferior a los 200 m, los cuales son cerro Peralta y Anaime. La planicie aluvial surcada por los ríos Ranchería y Cesar se encuentra a una altitud promedio de 200 m, a diferencia de la planicie baja del centro del departamento que posee altura inferior a 50 m y constituye la mayor porción territorial.

### Características climatológicas
Los promedios de temperatura en La Guajira son de 22 y 30 °C, con máximas de hasta 42 °C. En la parte montañosa la temperatura mínima llega hasta los 3 °C. El clima de sabana xerófila al sur y occidente y de estepa árida o semiárida al norte y oriente. Hay sólo lluvias entre septiembre y diciembre. El clima de La Guajira ha generado una vegetación muy típica, con arbustos espinosos y cactus. Es la zona más seca de Colombia.

## División político-administrativa
El departamento se subdivide en cuatro territorios indígenas, 14 municipios y 1 distrito, administrados en sus cabecera municipales correspondientes:
| Municipio          | Ubicación cabecera municipal                |
| ------------------ | ------------------------------------------- |
| Albania            | 11°09′39″N 72°35′28″O / 11.16083, -72.59111 |
| Barrancas          | 10°57′27″N 72°47′19″O / 10.95750, -72.78861 |
| Dibulla            | 11°16′22″N 73°18′33″O / 11.27278, -73.30917 |
| Distracción        | 10°53′46″N 72°53′09″O / 10.89611, -72.88583 |
| El Molino          | 10°39′07″N 72°55′27″O / 10.65194, -72.92417 |
| Fonseca            | 10°53′09″N 72°50′49″O / 10.88583, -72.84694 |
| Hatonuevo          | 11°03′53″N 72°45′43″O / 11.06472, -72.76194 |
| La Jagua del Pilar | 10°30′35″N 73°04′19″O / 10.50972, -73.07194 |
| Maicao             | 11°22′38″N 72°14′31″O / 11.37722, -72.24194 |
| Manaure            | 11°46′39″N 72°26′44″O / 11.77750, -72.44556 |
| Riohacha           | 11°32′53″N 72°54′37″O / 11.54806, -72.91028 |
| San Juan del Cesar | 10°46′08″N 73°00′09″O / 10.76889, -73.00250 |
| Uribia             | 11°42′53″N 72°15′56″O / 11.71472, -72.26556 |
| Urumita            | 10°33′47″N 73°00′48″O / 10.56306, -73.01333 |
| Villanueva         | 10°36′17″N 72°58′44″O / 10.60472, -72.97889 |

### Distribución territorial

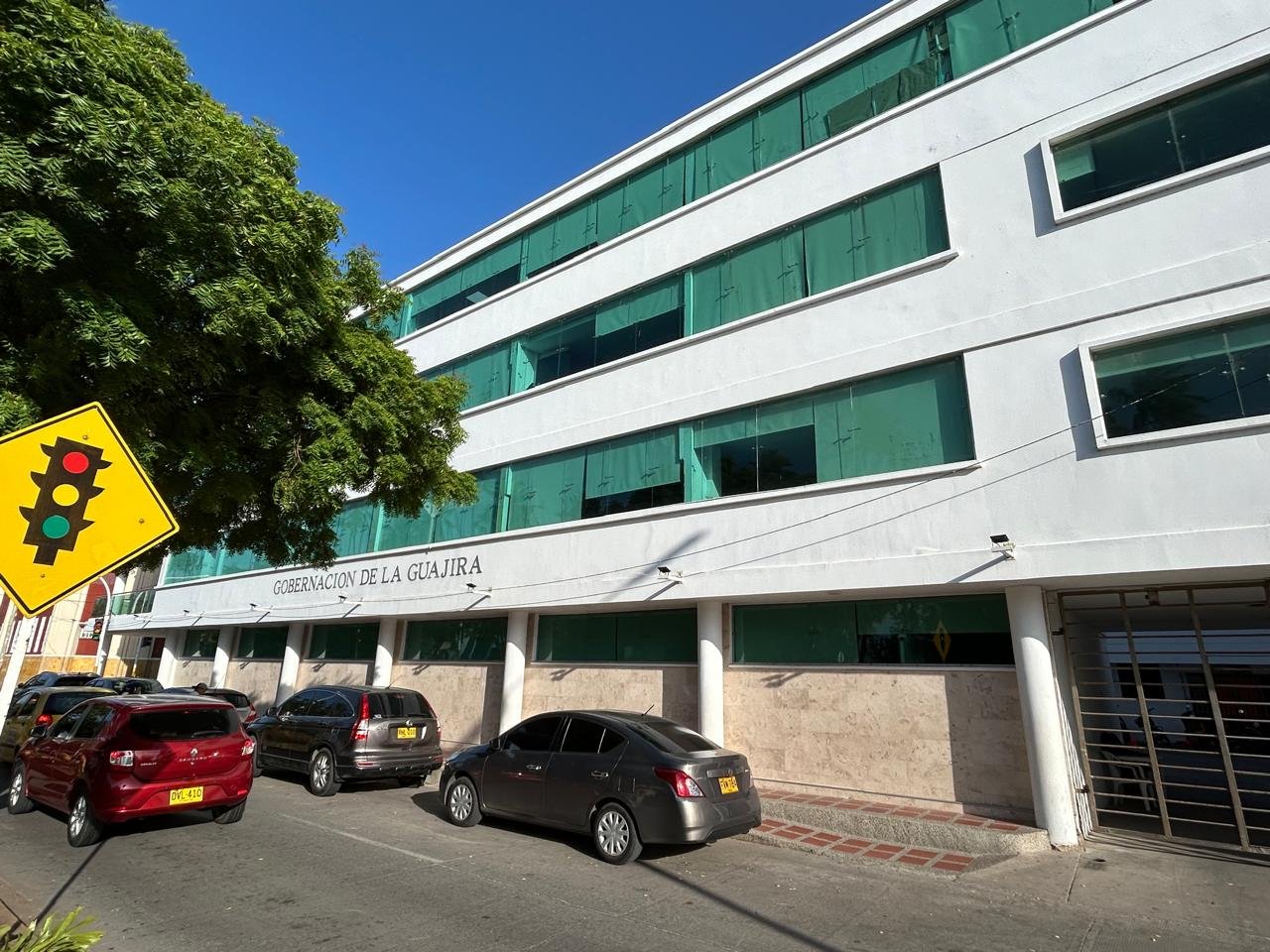
Edificio de la gobernación de La Guajira

- Edificio de la gobernación de La GuajiraTradicionalmente se ha dividido en lo que respecta a la naturaleza en tres regiones: Alta (norte), Media (centro y suroeste en ocasiones) y Baja (Sur). Sin embargo esta división ha quedado obsoleta en el tiempo y los académicos piensan que debe replantearse considerando los ecosistemas que se presentan (aspecto que no se tenía en cuenta).

Esos ecosistemas que determinarían la regionalización natural interna del departamento son: El desierto semiárido al norte, la sabana seca y la sabana húmeda en el centro divididas por una franja de selva tropófila o selva seca en el surco del río Ranchería, otra sabana húmeda en los valles de los ríos Cesar y Ranchería, y selvas húmedas y bosques nubosos en el macizo nevado, la serranía del Perijá y la Macuira.
- Por otro lado, la regionalización administrativa divide al departamento en dos provincias: La Norte constituida por la zona septentrional, central y suroeste; y la Sur que constituye la parte central sur y el extremo meridional.

### Rama judicial
Está representado por el Tribunal Administrativo de La Guajira con sede en la ciudad de Riohacha, con comprensión territorial judicial sobre el Departamento La Guajira y conformado por cuatro (4) Circuitos Judiciales Administrativos así:
- Maicao: comprende Albania, Maicao y Uribia.
- Riohacha:  comprende Dibulla, Manaure y Riohacha.
- San Juan del Cesar: comprende Barrancas, Distracción, Fonseca, Hatonuevo y San Juan del Cesar.
- Villanueva: comprende El Molino, La Jagua de Pilar, Urumita y Villanueva.

## Parques naturales

### Santuario de fauna y flora los Flamencos
Está ubicado en el corregimiento de Camarones y el río Tapias, con una extensión de 7000 hectáreas y una temperatura promedio de 27 °C. Posee innumerables ciénagas conocidas con los nombres de: Manzanillo, Laguna Grande, Ciénaga del Navío Quebrado y Tocorromanes. Su principal atractivo son los flamencos, aves con hermoso plumaje rosado cuyos nidos, construidos en barro alcanzan los 6 dm de altura. Es necesario tomar la Troncal del Caribe hasta Riohacha y de allí a Camarones.

### Parque nacional natural Serranía de Macuira
Está constituido por un ecosistema único debido a la presencia de montañas y bosques que contrastan con la geografía desértica de la zona. Posee nacimientos de agua y es hábitat de micos, tigrillos, el gato pardo, venados, guacharacas, mirlas y azulejos entre otras especies. La entrada es gratis, tras una corta caminata se llega a la cascada de Porcina y los pozos aledaños.

### Parque nacional natural Sierra Nevada de Santa Marta
Este parque nacional natural es compartido con otros dos departamentos, Magdalena y Cesar.

## Historia

### Prehistoria
El territorio del departamento estaba habitado por los pueblos wiwa, kogui, arhuaco y kankuamo situados en la Sierra Nevada. El guajiro en la península de La Guajira y la bajaplanicie, junto a los cocina, guanebucán, caquetíos, makuiras, anates, coanaos y eneales  —todos extintos—; y por último los cariachiles quienes habitaban la planicie aluvial y laderas de la serranía del Perijá antes de su extinción.

### Era virreinal

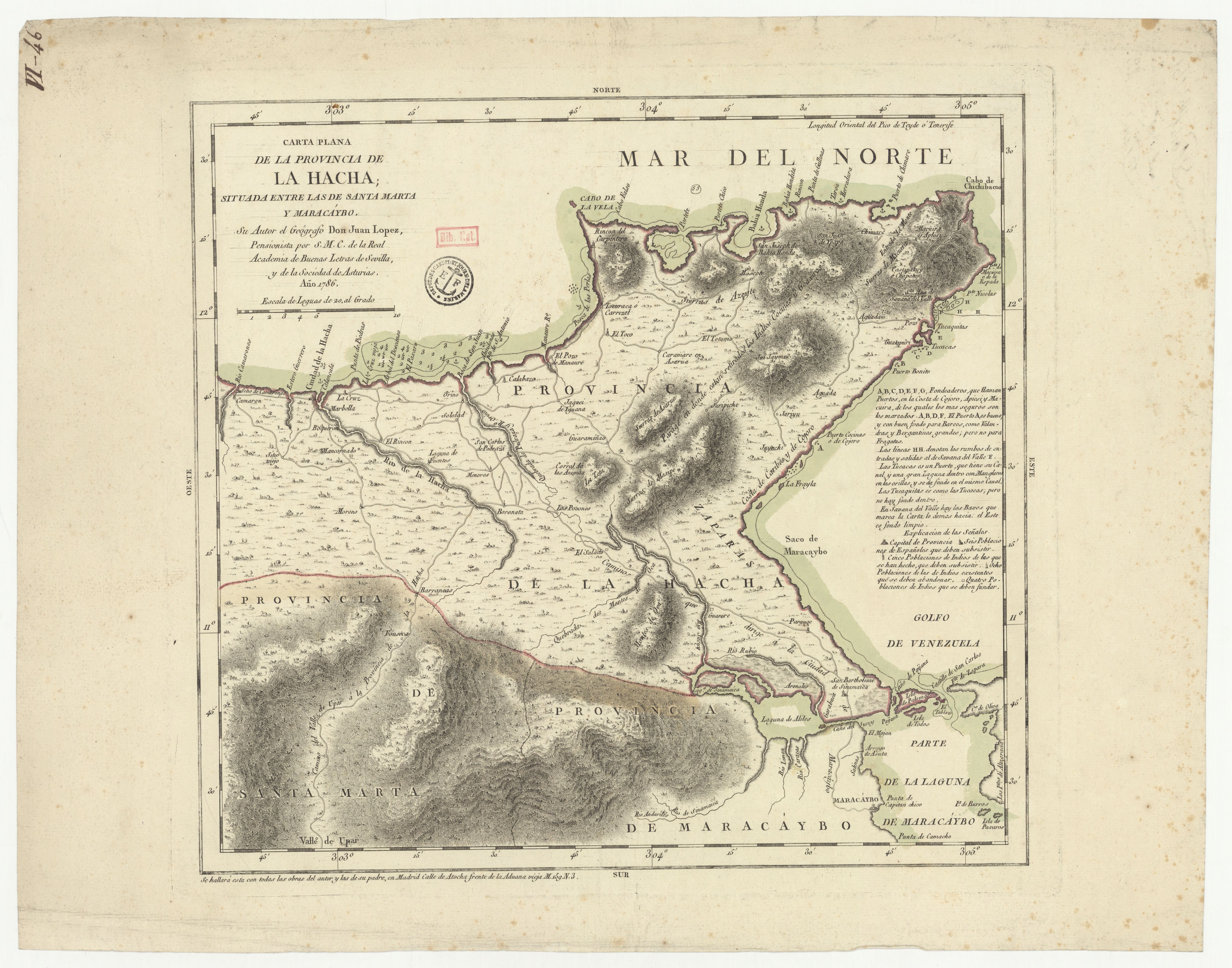
Mapa de La Guajira en 1789.

Las primeras expediciones extranjeras comenzaron en 1499 por Américo Vespucio capitaneado por Juan de la Cosa junto a Alonso de Ojeda que arribaron desde Venezuela hasta un cabo al que llamaron La Vela, recorriendo así la península y creyeron que era una isla a la que nombraron Coquivacoa. Este último fundó en 1502 la efímera Gobernación de Coquivacoa.
En el siglo XVI hizo parte de la provincia colonial española de Santa Marta que disputaba sus territorios con la provincia de Maracaibo, aunque las autoridades coloniales no ejercían dominio en zonas muy adentradas a la Sierra Nevada, la serranía del Perijá, la península de La Guajira y parte norte de la bajaplanicie del centro del departamento. En el siglo XVIII fue creada la provincia de Río del Hacha que abarcaba de forma similar, los territorios del actual departamento, aunque sin ejercer dominio total sobre este.
La provincia virreinal mencionada estuvo bajo el régimen militar y mercantil de Cartagena de Indias y en justicia de la Real Audiencia de Santafé. El territorio del departamento perteneció en dos ocasiones —desde 1542 – 1717 y 1723 – 1739— al Virreinato del Perú, y conformó el Virreinato de Nueva Granada de 1717 a 1723 y de su restauración en 1739 hasta 1819.

### Era moderna

#### SigloXIX
En 1820 el departamento resolvió su situación como colonia, independizándose de la administración de la monarquía española por medio de la definitiva Batalla de la Laguna Salá, dirigida por José Prudencio Padilla; y pasó a integrar como provincia de Padilla —conocida antes como Riohacha— la Colombia bolivariana, la Confederación Granadina unificada en el Estado Soberano del Magdalena, que cambio en 1861 a Estados Unidos de Colombia. Posteriormente la parte peninsular y la zona norte de la bajaplanicie es segregada de dicho estado para convertirse en el Territorio de La Guajira.
En 1886 Colombia se redefine como una nación conservadora, de poder concentrado y centralizado, por lo que el resto del departamento era perteneciente a aquel Departamento del Magdalena; en el año de 1891 se presentó un diferendo por la posesión de la península entre Colombia y Venezuela que fue resuelto con el Laudo Arbitral Español del 16 marzo de dicho año, mientras que en 1898 el Territorio de La Guajira es erigido como intendencia.

#### SiglosXXyXXI
La guerra de los Mil Días hizo presencia en territorio guajiro con un hecho bélico que incluso implicó participación internacional como la del ejército de Venezuela, quien fue derrotado por el ejército colombiano en la Batalla de Carazúa acontecida el 13 de septiembre de 1901. En 1911 la Intendencia de La Guajira es degradada a comisaría y nuevamente es erigida en 1954 casi al mismo tiempo en que los territorios del sur de este fueron elevados a Municipio. Mientras, Riohacha es anexado a la Intendencia mencionada, y automáticamente en 1965 llegó a formar el actual departamento de La Guajira, la cual fue defendida por el senador Nacho Vives y el representante a la Cámara Eduardo Abuchaibe Ochoa.
En el transcurso de la década de 1930 La Guajira experimentó un incremento poblacional por la llegada de inmigrantes musulmanes procedentes del entonces extinto Imperio Otomano —o turco, usado a la vez como gentilicio—. En los años de 1970 ocurre una tercera llegada de inmigrantes musulmanes procedentes en su mayoría de Líbano y Palestina, asimismo de movimientos poblacionales de Colombia que continúa en actualidad; a la vez que en esa década procedida por la de 1980, se presentó la bonanza marimbera que entre otras cosas, generó un periodo de violencia sostenida bajo impunidad.
Actualmente, el departamento sufrió una recesión económica interna entre 2004 a 2007 debido a las medidas que tomó el gobierno central colombiano con respecto a su comercio departamental, al que considerada —en gran parte— como contrabando. También en 2004, organizaciones de derechos humanos denuncian casos de desplazamiento, asesinato y amenaza por parte de grupos paramilitares vinculados con el narcotráfico; y desde 2009 ha vuelto a padecer su segundo periodo de violencia, caracterizada por el sicariato y otras acciones delincuenciales. También preocupa la creciente hambruna que azota a las comunidades indígenas del norte, sobre todo a los niños.

## Características demográficas
| Evolución de la población del departamento de La Guajira (1912-2025)      |
|                                                                           |
| Población según censo. Población según proyección.Fuente: Statoids. DANE. |

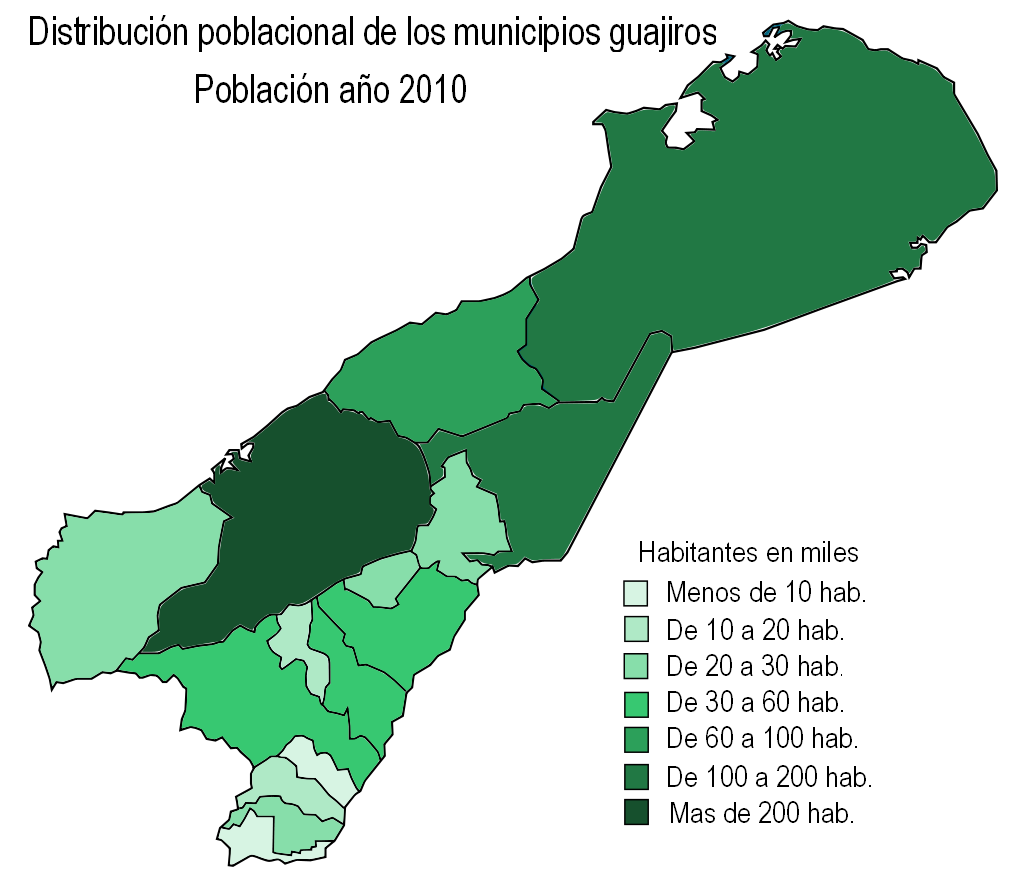
La mayor población se concentra en los municipios de Riohacha, Maicao y Uribia.

El departamento posee diversidad étnica debido a su ubicación estratégica en el Mar Caribe. Está conformado por los pueblos americanos wayúu que se extiende por el centro y norte, los kogi, ika y kankuamo que predominan en la sierra nevada junto a los wiwa que comprenden además la llanura aluvial en el sur.
La población criolla la conforman las comunidades afrodescendientes y europeas junto a la masa de habitantes constituidos de las mezclas del tipo europeo, africano e indígena. La ciudad de Maicao es el principal centro de presencia musulmán en Colombia. Los sirio-libaneses, llamados erróneamente "turcos", porque entraron a fines del siglo XIX con documentos del Imperio otomano que entonces regía el Medio Oriente, son procedentes de Siria, Líbano, Palestina y Jordania.
Los primeros asiáticos eran en general cristianos de la denominación maronita y hallaron mucho más fácil el mestizaje con los locales de profesión católica. Los musulmanes, que entraron al país a partir de los años 1970, han conservado celosamente su identidad, sobre todo en respuesta a una cultura regida por una Constitución confesional hasta 1991. En Maicao se encuentra la tercera mezquita más grande de Latinoamérica, la mezquita de Omar Ibn Al-Jattab, sólo superada por el Centro Cultural Islámico Rey Fahd en Buenos Aires y de la Mezquita de Ibrahim Al Ibrahim en Caracas, aun así musulmanes colombianos son minoría en comparación a otros países del continente.

### Etnografía
La composición étnica del departamento, según el DANE, es la siguiente:
- Amerindios o Indígenas (44,9 %)
- Mestizos y Blancos (40,3 %)
- Negros o Afrocolombianos (14,8 %)
- Gitanos (0,04 %)

El más reciente censo general de la nación, realizado por el Departamento Administrativo Nacional de Estadística de Colombia (DANE), presenta los siguientes resultados acerca del país de nacimiento de los habitantes del departamento de La Guajira:
| N.º        | País           | Población |
| ---------- | -------------- | --------- |
| 1          | Venezuela      | 153 600   |
| 2          | Ecuador        | 51        |
| 3          | Líbano         | 40        |
| 4          | Estados Unidos | 22        |
| 4          | Argentina      | 22        |
| 6          | Albania        | 18        |
| 7          | México         | 17        |
| 8          | Panamá         | 14        |
| 9          | Chile          | 11        |
| 10         | España         | 10        |
| No informa | No informa     | 213       |
| Otros      | Otros          | 149       |
| Total      | Total          | 154 167   |

## Componente lingüístico
En la República de Colombia el idioma oficial es el castellano, que a su vez es cooficial en La Guajira junto al wayúu —idioma de los guajiros— a través de la Ordenanza departamental de 1992, debido a que este pueblo representa más del 40 % del total de población de dicho departamento.  Asimismo están otros idiomas nativo-americanos estos son el damana del pueblo wiwa, iká del arhuaco, koguián del kogui, kankuamo de la etnia homónima; y zenú hablado por los zenúes pueblo originario del Departamento de Córdoba.

## Aspectos económicos

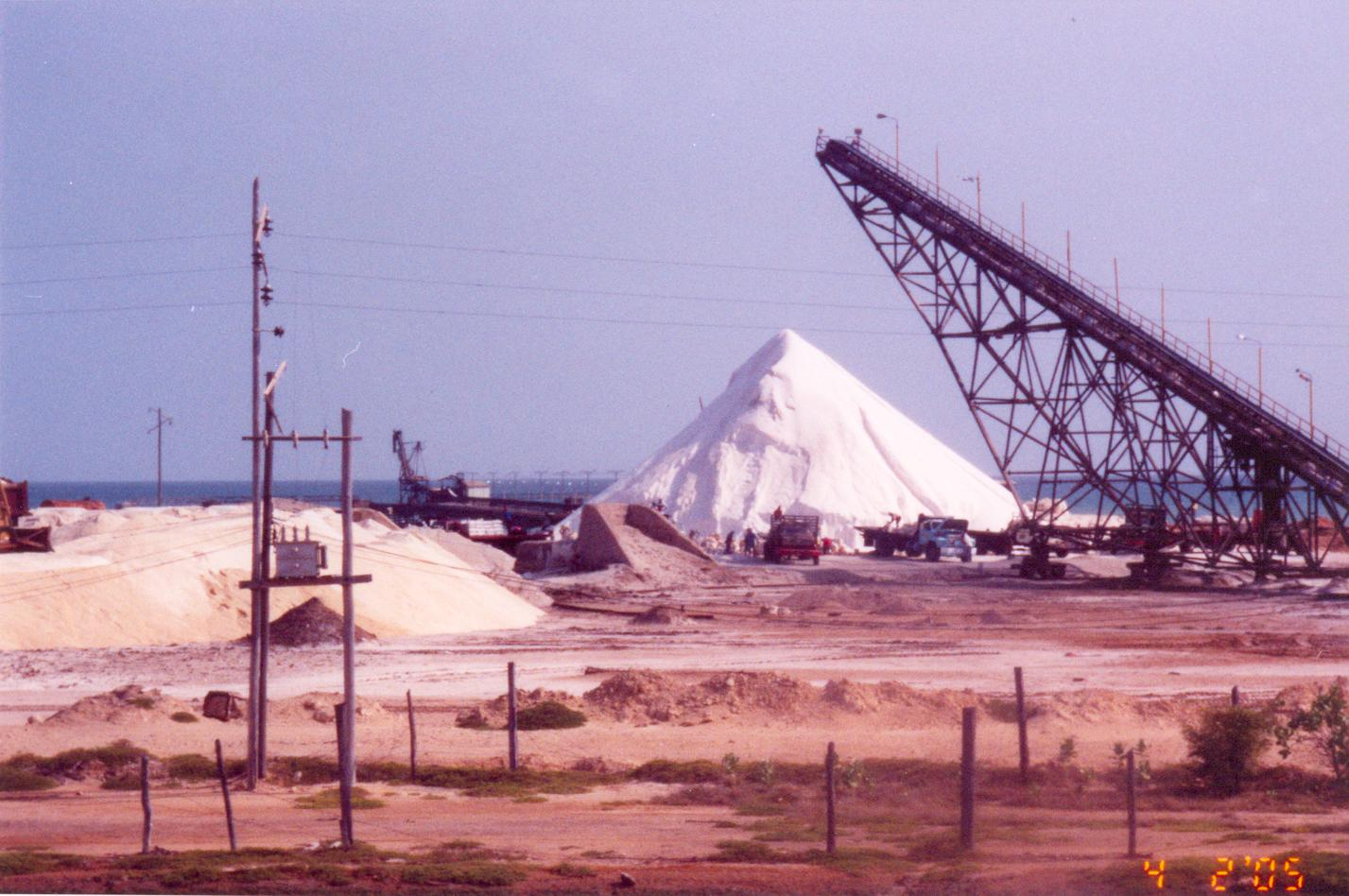
Salinas de Manaure, en el norte de la Guajira.

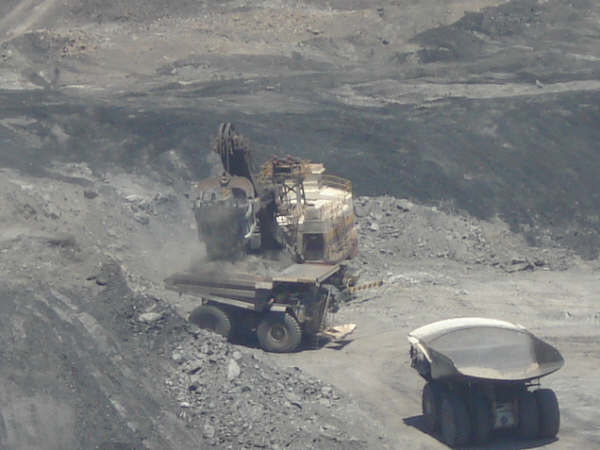
El Cerrejón, en el sur del departamento

### Sectores económicos

#### Sector primario
La Guajira se constituye de la minería que representa en generación de recursos financieros el 70 % de la economía por la explotación de la sal marina y las reservas de gas natural (producción de 500 millones de pies cúbicos de gas al día, en las estaciones Chuchupa y Ballenas) en Manaure, el carbón lignito, turba y hulla en los yacimientos de los municipios Maicao, Albania, Hatonuevo Fonseca y Barrancas. También se encuentran la de canteras y la explotación aurífera en Dibulla. Buena parte de la minería que se realiza en La Guajira es de carácter ilegal, sobre todo la relacionada con el oro y el carbón en la zona de frontera con Venezuela.

#### Servicios agropecuarios
Las actividades agropecuarias en el tercer puesto representado con un 11 % de la economía compuesto por los cultivos de yuca, banano y frutas tropicales; y en ganadería se representa el pastoreo de ganado caprino. Se ha considerado que la aridez y erosión en el terreno dificulta la agricultura y ganadería, pero se conoce que los suelos son aptos para estas actividades dependiendo de especies vegetales y animales adecuados para este.
Igualmente, la pesca artesanal tecnificada es extensiva con práctica de pesca deportiva debido a los exuberantes recursos hidrobiológicos en pescados, crustáceos, moluscos, entre otros; la acuicultura es un sector en crecimiento representado por la acuicultura continental de tilapia y cachama y en la marina por la camaronicultura. El camarón, la langosta espinosa, las rayas y el tiburón son los productos acuáticos potenciales en el departamento.

#### Industria
La industria en el cuarto lugar con un 4 % de la economía conformada por el procesamiento de madera, producción de carbón vegetal y deforestación; y productos derivados de metales y concreto para la construcción. Y el turismo (leer más adelante) es un sector en crecimiento que cuenta con 3 parques naturales para el ecoturismo, las ruinas históricas como Puerto López y los balnearios públicos de toda la costa del departamento.

#### Sector terciario
En segundo puesto se ubica el sector de servicios y comercio que representa el 15 % por el monopolio de empresas mixtas generalmente de la multinacional española Gas Natural Fenosa que prestan servicios públicos domiciliarios y empresariales, y una diversidad de entidades prestadora de servicios de salud, logística, banca, entre otras.
Asimismo, el comercio es la principal actividad generadora de empleo (junto al sector de transporte terrestre urbano e interurbano) en el departamento e involucra la importación por los puertos libres de Maicao, Manaure y Uribia, de electrodomésticos, alimentos, y licores principalmente cerveza y whisky llegando a ser el mayor importador de este último en Colombia y Venezuela.

### Generalidades económicas
El sector de educación está controlado en más de la mitad por instituciones estatales en la educación media y superior. Puerto Bolívar es el principal puerto de exportación de carbón del país y Suramérica, se encuentra ubicado en bahía Portete. Se destaca el potencial energético que parcialmente se explota por el gas natural y la generación de energía eléctrica por termoeléctrica (paralizada) y eólica que no se logran consumir.

### Desnutrición
El departamento registra algunas de las tasas de desnutrición más altas de Colombia. Según cifras del Instituto Nacional de Salud de Colombia, más de 600 niños wayuu murieron oficialmente de hambre entre 2011 y 2023, pero otras fuentes sugieren que esta cifra puede estar subestimada. Esta situación se debe en parte a la inacción del estado colombiano.
Según la investigación El río que se robaron: el exterminio del pueblo wayúu (2016) de Gonzalo Guillén más de 7000 indígenas han muerto.

## Aspectos culturales

### Festividades
En La Guajira se celebran los tradicionales carnavales, así mismo festivales en diferentes municipios, siendo de los más destacados el Festival Francisco el Hombre en Riohacha, Festival Cuna de Acordeones en Villanueva, Festival y Reinado Nacional e Internacional del Divi divi en Riohacha, el Festival de la Cultura Wayúu en Uribia, el Festival Nacional de Compositores en San Juan del Cesar, Festival del Cantante en El Molino, Festival de la frontera en Maicao, Festival del Retorno en Fonseca, Festival de la amistad en Hatonuevo y en Barrancas Festival y reinado nacional del Carbón; en todos ellos se resalta el género musical vallenato. En todo el año se celebran fiestas populares, religiosas y oficiales.

### Gastronomía
Los platos típicos de La Guajira son el friche, el maíz, pescados fritos, mariscos y el chivo en diferentes presentaciones.

### En la literatura
La novela Un asilo en La Goajira, escrita por Priscila Herrera de Núñez en 1879, es la primera escrita por una mujer en la región del Magdalena Grande. Tiene lugar en Riohacha y una ranchería wayú de la época. Cuatro años a bordo de mí mismo, novela de Eduardo Zalamea Borda publicada en 1934, tiene lugar en Manaure y Riohacha. En ambos trabajos literarios se aborda la relación entre la perspectiva indígena (los wayú) y la mestiza (los alijuna), dando pie a los acontecimientos narrados.
Riohacha es nombrada muchas veces en Cien años de soledad de Gabriel García Márquez; de allí partieron los antepasados de Úrsula Iguarán tras el asalto pirata de Francis Drake, y es finalmente hostigada por los hombres del Coronel Aureliano Buendía. También aparece en El amor en los tiempos del cólera, siendo la ciudad en la que Fermina Daza se establece —obligada por su padre— antes de volver a encontrarse con Florentino Ariza. De esa ciudad parte la protagonista del cuento Diecisiete ingleses envenenados, que hace parte de Doce cuentos peregrinos. Por otra parte, el desierto de la península de La Guajira es el espacio en el que transcurren los eventos narrados en La increíble y triste historia de la cándida Eréndira y de su abuela desalmada. En el aspecto de la novelística de autores guajiros se destacan los trabajos de la escritora de San Juan del Cesar, Ketty Cuello de Lizarazo, con su obra: San Tropel Eterno (1985), -finalista del concurso Nacional de Novela Plaza y Janés-; del escritor José Soto Berardinelly, con su novela Jepira (1989)..., de la novelista wayuú, Delia Bolaños y la recién publicada Marga Palacio (Riohacha), residenciada en Italia; en el género de Cuentos sobresalen nombres del profesor Abel Medina Sierra (Maicao), Polaco Rosado (Riohacha), Edén Vizcaíno (Uribia), Alejandro Rutto (Maicao), Antonio Parodi (Fonseca),  Euclides Moscote (Dibulla) y de las autoras wayuu, reconocidas internacionalmente, Vicenta Siosi Pino ("Esa Horrible Costumbre de Alejarme de ti") y Esthercilia Simanca Pushaina ("Manifiesto no saber firmar"); en la Poética se encuentran nombres contemporáneos, como los de Víctor Bravo Mendoza (Distracción), Gustavo Macea (del Taller El Solar), Lindantonella Solano y Betsy Barros (Riohacha)... y del poeta de origen wayuu Miguelángel Epeeyüi, más conocido con el heterónimo de Vito Apüshana, ganador del Premio Latinoamericano Casa de las Américas, con su poemario: "Encuentros en las Senderos de Abya Yala" (La Habana, 2000), cuya obra de poesía reunida se publicó con el título "Antiguos Recién Llegados" (Sílaba Editores, 2019), su obra poética ya celebra los 30 años de reconocimiento nacional e internacional; en el campo de la ensayística y la crónica se proyectan con luz propia Fredy González Zubiría (Maicao), Amilcar Acosta Medina (Riohacha) y el destacado antropólogo wayuu Wilder Guerra Curvelo ("La Disputa y la Palabra").